# San Esteban, Hidalgo
San Esteban är en ort i Mexiko.   Den ligger i kommunen Huehuetla och delstaten Hidalgo, i den sydöstra delen av landet, 170 km nordost om huvudstaden Mexico City. San Esteban ligger 761 meter över havet och antalet invånare är 1 923.
Terrängen runt San Esteban är lite bergig. Runt San Esteban är det ganska tätbefolkat, med 104 invånare per kvadratkilometer. Närmaste större samhälle är Huehuetla, 9,5 km söder om San Esteban. I omgivningarna runt San Esteban växer i huvudsak städsegrön lövskog.